# مدادماهیان
مدادماهیان (نام علمی: Lebiasina) نام یک سرده از راسته (زیست‌شناسی) تتراسانان است.